# P/2019 LD2 (ATLAS)
P/2019 LD2 es un centauro activo en proceso de evolución a un cometa de periodo corto de la Familia de Júpiter, observado por primera vez por el programa de búsqueda Asteroid Terrestrial-impact Last Alert System, o ATLAS, operado por el Instituto de Astronomía de la Universidad de Hawái desde el Observatorio de Mauna Loa, Hawaii, Estados Unidos, el 10 de junio de 2019.

## Descubrimiento
El 10 de junio de 2019, fue observado por primera vez por el programa ATLAS de la Universidad de Hawaii, en una posición cercana a la órbita de Júpiter. Del análisis de esas imágenes se observaba una coma cometaria, formada por polvo o gas, indicando que poseía un núcleo activo. Ese primer análisis fue confirmado por nuevas observaciones realizadas en abril de 2020 por lo que el núcleo ha estado activo, al menos, durante un año. El 20 de mayo, la Universidad de Hawái anunció el descubrimiento del primer asteroide troyano de Júpiter con actividad cometaria. No obstante, el Minor Planet Center lo clasificó como cometa, sin hacer referencia a su posible relación con Júpiter. El 26 de mayo de 2020, la Universidad de Hawái reconoció que no se trataba de un asteroide troyano sino un cometa con una órbita caótica debido al influjo gravitacional de Júpiter y que en el momento de su descubrimiento le situaba en la región cercana a los asteroides troyanos.

## Órbita
Actualmente presenta una órbita similar a la de los asteroides troyanos, pero mientras estos orbitan aproximadamente a 60° por delante o por detrás de Júpiter, P/2019 LD2 lo hace en un rango entre 11° y 22° por delante lo que le excluye de ser un troyano. Simulaciones sobre su órbita, sometida a un fuerte influjo gravitacional de Júpiter, indican que ha sido un centauro con una órbita más alejada del Sol que Júpiter y durante los últimos 2.000 años ha ido evolucionando hasta su posición actual.
Simulaciones a futuro, indican que el influjo gravitacional de Júpiter lo expulsará en 2028 de su posición actual y terminará evolucionando a un cometa de periodo corto de la Familia de Júpiter en 2063 siendo la primera vez que se pueda observar este proceso.